# Juwel (Album)
Juwel ist das Debütalbum von Frida Gold. Es beinhaltet deutschsprachige Lieder, die einen Mix aus Pop, Elektro und Disco enthalten. Das Album und die Single Wovon sollen wir träumen wurden mit Gold ausgezeichnet.

## Hintergrund

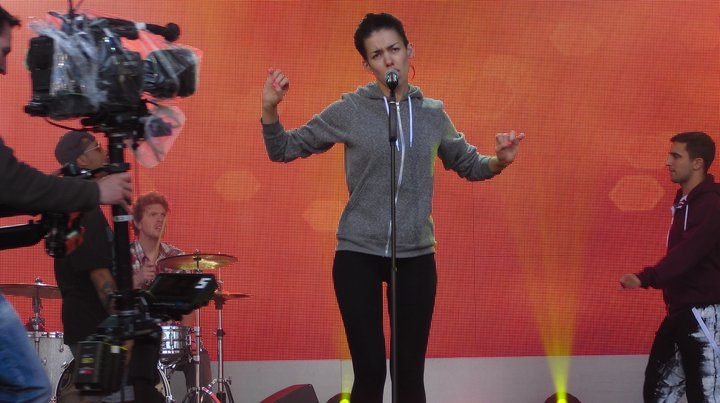
Frida Gold beim Proben vor ihrem Auftritt auf der Reeperbahn im Rahmen des Eurovision Song Contest 2011.

Der Großteil der Lieder sind zweieinhalb Jahre vor der Veröffentlichung entstanden, als die Frontsängerin Alina Süggeler und der Bassist Andreas „Andi“ Weizel ein Paar waren. Alle Lieder sind von den Bandmitgliedern selbst geschrieben und komponiert worden. Als die Band einen Major-Vertrag mit der Plattenfirma Warner Music unterschrieb, war das Album vor dem Deal fast fertig. So hielt sich die Plattenfirma aus den Aufnahmen raus und nahm kaum Einfluss auf die Produktion. Aufgenommen wurde das Studioalbum in Zusammenarbeit mit dem Produzenten Carsten Heller zunächst in Dänemark, anschließend in Köln und in Hamburg sowie in einem eigenen kleinen Studio. Danach wurden die Aufnahmen zum Mastern in die USA geschickt. Als erste Single wurde das Lied Zeig mir wie du tanzt, welches für eine Mobilfunkwerbung verwendet wurde, ausgekoppelt. Hierzu äußerte sich Süggeler in einem Interview mit news.de:

„Wir standen letztendlich vor der Entscheidung: Entweder wir nutzen die Plattform und über Nacht werden ganz viele Menschen auf unsere Musik aufmerksam und hinterher haben wir die Chance alles selbst zu gestalten. Oder wir machen es nicht und müssen auf eine andere Plattform hoffen. Wir hatten vorher zwei Jahre harte Arbeit hinter uns und entschlossen gemeinsam, nach der Kampagne dafür zu sorgen, dass Frida Gold schnell mit den echten Emotionen und den echten Wurzeln gefüllt wird.“

Die Single konnte sich in den deutschen und österreichischen Charts platzieren. Eine weitere Single mit dem Namen Wovon sollen wir träumen erschien am 1. April 2011.

## Titelliste
1. Morgen (Alina Süggeler, Andre Pittelkau & Andreas Weizel) – 3:33
2. Wovon sollen wir träumen (Alina Süggeler, Andreas Weizel, Julian Cassel & Axel Bosse) – 3:32
3. Unsere Liebe ist aus Gold (Alina Süggeler & Andreas Weizel) – 3:26
4. Verständlich sein (Alina Süggeler & Andreas Weizel) – 3:36
5. Undercover (Alina Süggeler, Andreas Weizel & Michelle Leonard) – 4:30
6. Zeig mir wie du tanzt (Alina Süggeler & Andreas Weizel) – 4:05
7. Waffen und Pferde (Alina Süggeler & Andreas Weizel) – 3:17
8. Aufgewacht (Alina Süggeler & Andreas Weizel) – 3:48
9. Nackt vor deiner Tür (Alina Süggeler) – 4:20
10. Komm zu mir nach Haus (Alina Süggeler & Andreas Weizel) – 3:37
11. Denn Liebe ist... (Alina Süggeler & Andreas Weizel) – 3:58
12. Cold Hearted Baby (Alina Süggeler & Andreas Weizel) – 3:52

Bonustrack (Deluxe Edition)
1. Amour de soi (Alina Süggeler & Andreas Weizel) – 3:12 (iTunes-Bonustrack)

1. Breathe On (Alina Süggeler) – 3:43 (Amazon/Musicload-Bonustrack)

Bonus-Videos (Deluxe Edition von iTunes)
1. Zeig mir wie du tanzt – 3:18
2. Zeig mir wie du tanzt (Skrillex Remix) – 4:47

## Juwel Tour
Diese Liste ist eine Übersicht der Konzerte die bei der Juwel Tour gespielt wurden.
| Datum             | Stadt             | Veranstaltungsort        | Land        |
| ----------------- | ----------------- | ------------------------ | ----------- |
| 3. Mai 2011       | Hamburg           | Uebel & Gefährlich       | Deutschland |
| 4. Mai 2011       | Berlin            | Postbahnhof              | Deutschland |
| 5. Mai 2011       | Frankfurt am Main | Nachtleben               | Deutschland |
| 6. Mai 2011       | Bochum            | Riff                     | Deutschland |
| 13. Mai 2011      | Münster           | Rock „Your Gig“ Festival | Deutschland |
| 7. Juni 2011      | Leipzig           | Moritzbastei             | Deutschland |
| 16. Juni 2011     | München           | 59:1                     | Deutschland |
| 23. Juni 2011     | Köln              | Luxor                    | Deutschland |
| 24. Juni 2011     | Stuttgart         | Röhre                    | Deutschland |
| 19. Oktober 2011  | Frankfurt am Main | Nachtleben               | Deutschland |
| 20. Oktober 2011  | Düsseldorf        | Stahlwerk                | Deutschland |
| 22. Oktober 2011  | Bremen            | Lagerhaus                | Deutschland |
| 24. Oktober 2011  | Osnabrück         | Rosenhof                 | Deutschland |
| 25. Oktober 2011  | Saarbrücken       | Garage                   | Deutschland |
| 28. Oktober 2011  | Rostock           | MAU Club                 | Deutschland |
| 29. Oktober 2011  | Dresden           | Beatpol                  | Deutschland |
| 30. Oktober 2011  | Erfurt            | Centrum                  | Deutschland |
| 8. November 2011  | Würzburg          | Postclub                 | Deutschland |
| 9. November 2011  | München           | Kulturzentrum Backstage  | Deutschland |
| 16. November 2011 | Berlin            | Postbahnhof              | Deutschland |
| 17. November 2011 | Hamburg           | Uebel & Gefährlich       | Deutschland |
| 18. November 2011 | Hannover          | Capitol                  | Deutschland |
| 19. November 2011 | Magdeburg         | Altes Theater            | Deutschland |
| 25. November 2011 | Heidelberg        | Halle02                  | Deutschland |
| 26. November 2011 | Bochum            | Zeche                    | Deutschland |
| 1. Dezember 2011  | Münster           | Sputnikhalle             | Deutschland |
| 5. Dezember 2011  | Frankfurt am Main | Batschkapp               | Deutschland |

## Rezension
2live4music bewertet das Album positiv und lobt, dass ein Debütalbum mit so vielen starken Songs sonst Mangelware sei. Einzig das Lied Komm zu mir nach Haus könne nicht überzeugen. Dagegen besticht Denn Liebe ist …, da es unkitschig mit dem Thema Liebe umgeht und Süggeler dort ihre Stimme in voller Pracht zeigen könne.